# Roger Subirachs i Burgaya
Roger Subirachs i Burgaya   (Barcelona, 11 de setembre de 1956 - Sant Climent de Llobregat, 30 d'agost de 2017) va ser un dibuixant de còmics català, fill de l'escultor Josep Maria Subirachs i germà de la historiadora de l'art Judit Subirachs.
La seva trajectòria se centra bàsicament en la dècada dels setanta i vuitanta en publicacions com El Víbora, Cairo o TBO, on solia signar com a "Roger". Posteriorment es dedicà a l'escenografia, com a director d'art, en pel·lícules, com Tirant lo Blanc, de Vicente Aranda Ezquerra, 2006) i en sèries de televisió com Makinavaja (1997) o Pepe Carvalho (1999).
Aprenent del seu pare en l'ofici d'escultor va crear algunes peces com "Destino Gris" o "Emili Piula".